# Académie de chevalerie de Lunebourg
L'Académie de chevalerie de Lunebourg est une académie de chevalerie qui est créée à Lunebourg en 1656 en convertissant le monastère protestant pour hommes de Saint-Michel en un établissement d'enseignement. Il enseigne principalement aux membres de la noblesse de Lunebourg (de) et ne s'ouvre aux élèves bourgeois qu'au XIXe siècle. À la suite de la révolution de 1848, l'académie de chevalerie est supprimée en 1850.

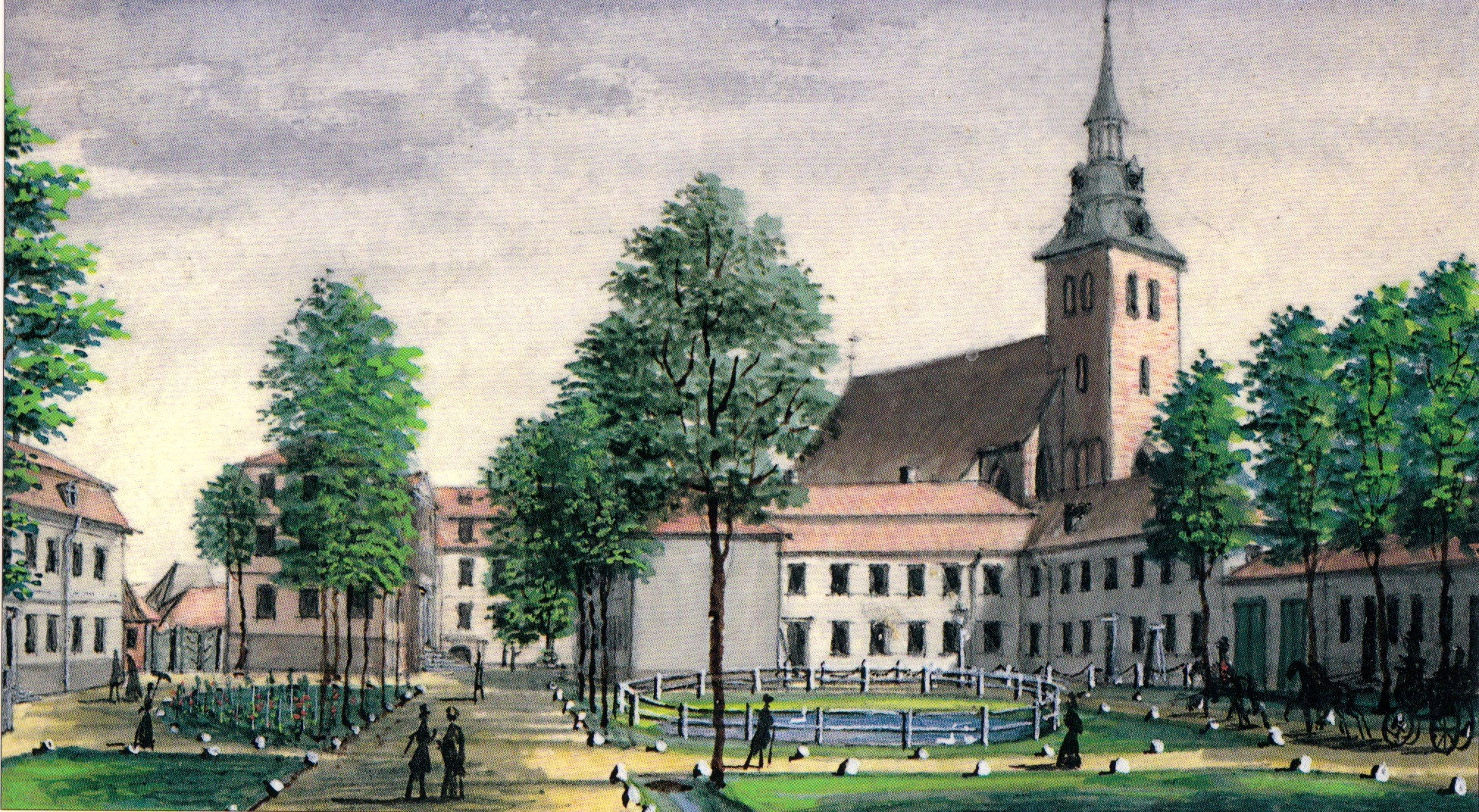
L'académie de chevalerie en 1841.

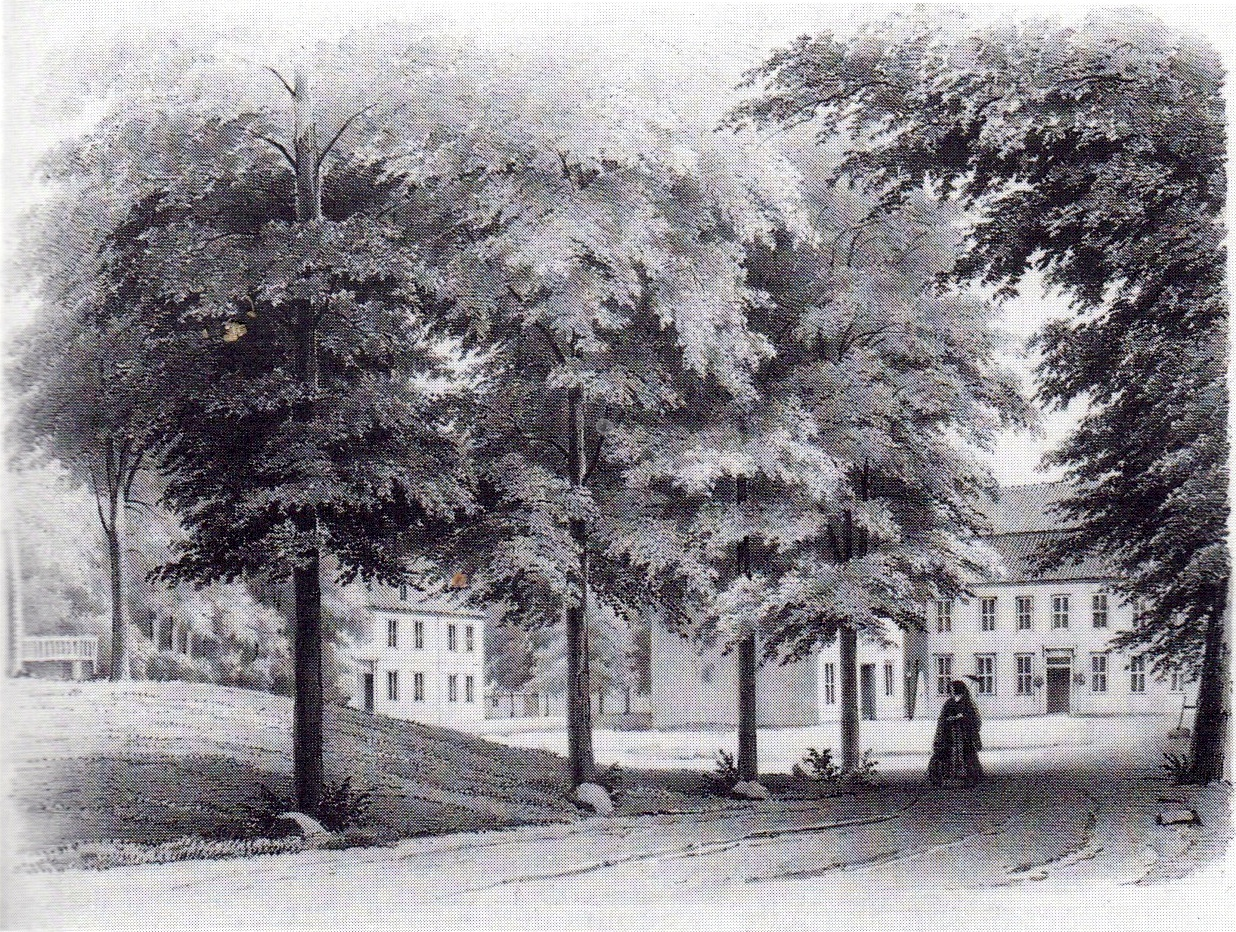
Bâtiment principal de l'académie de chevalerie. Lithographie vers 1850.

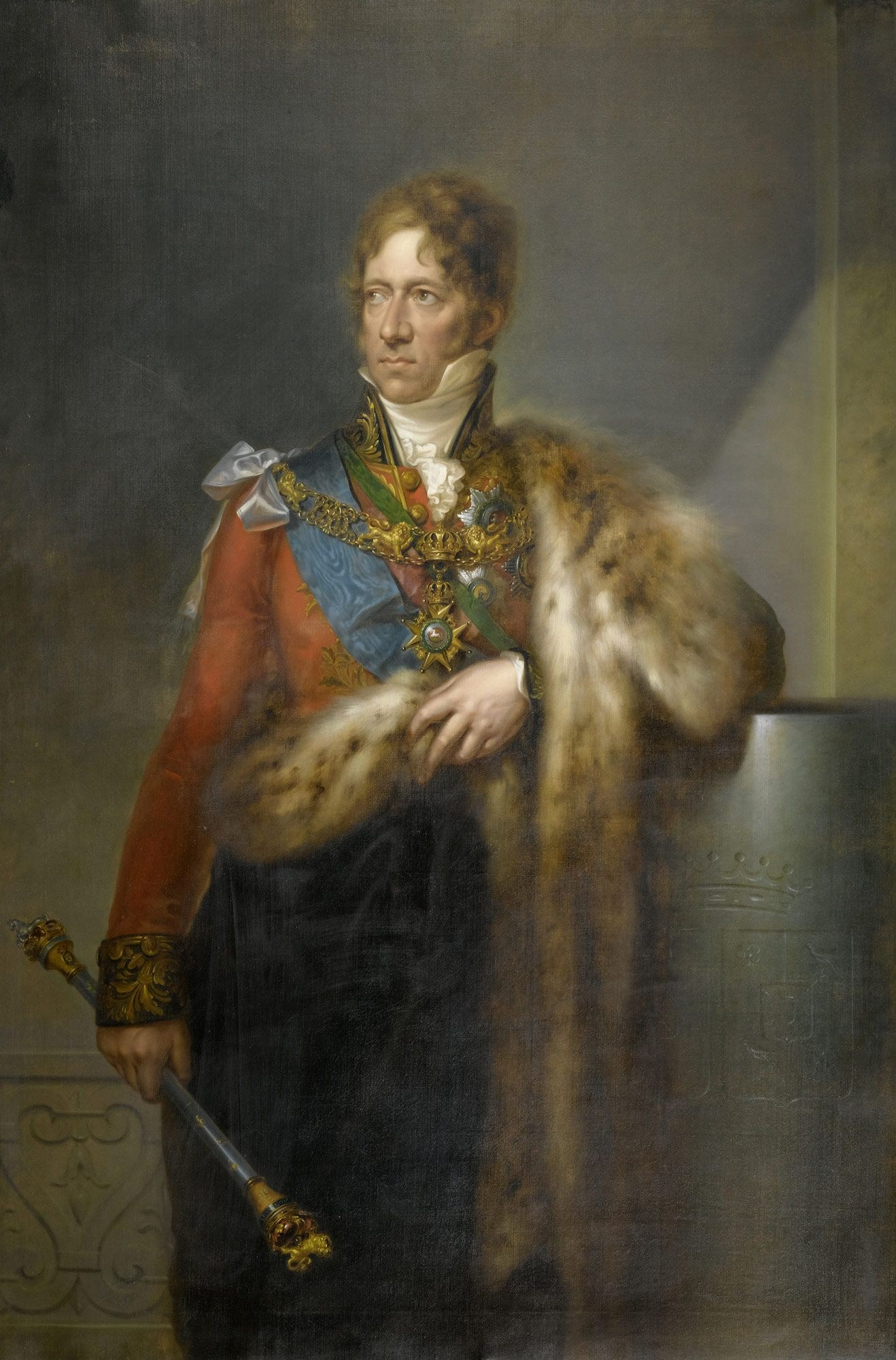
Le comte von Munster est ministre en Grande-Bretagne et commandant en chef militaire de Hanovre. Il étudie à l'Académie de 1780 à 1784.

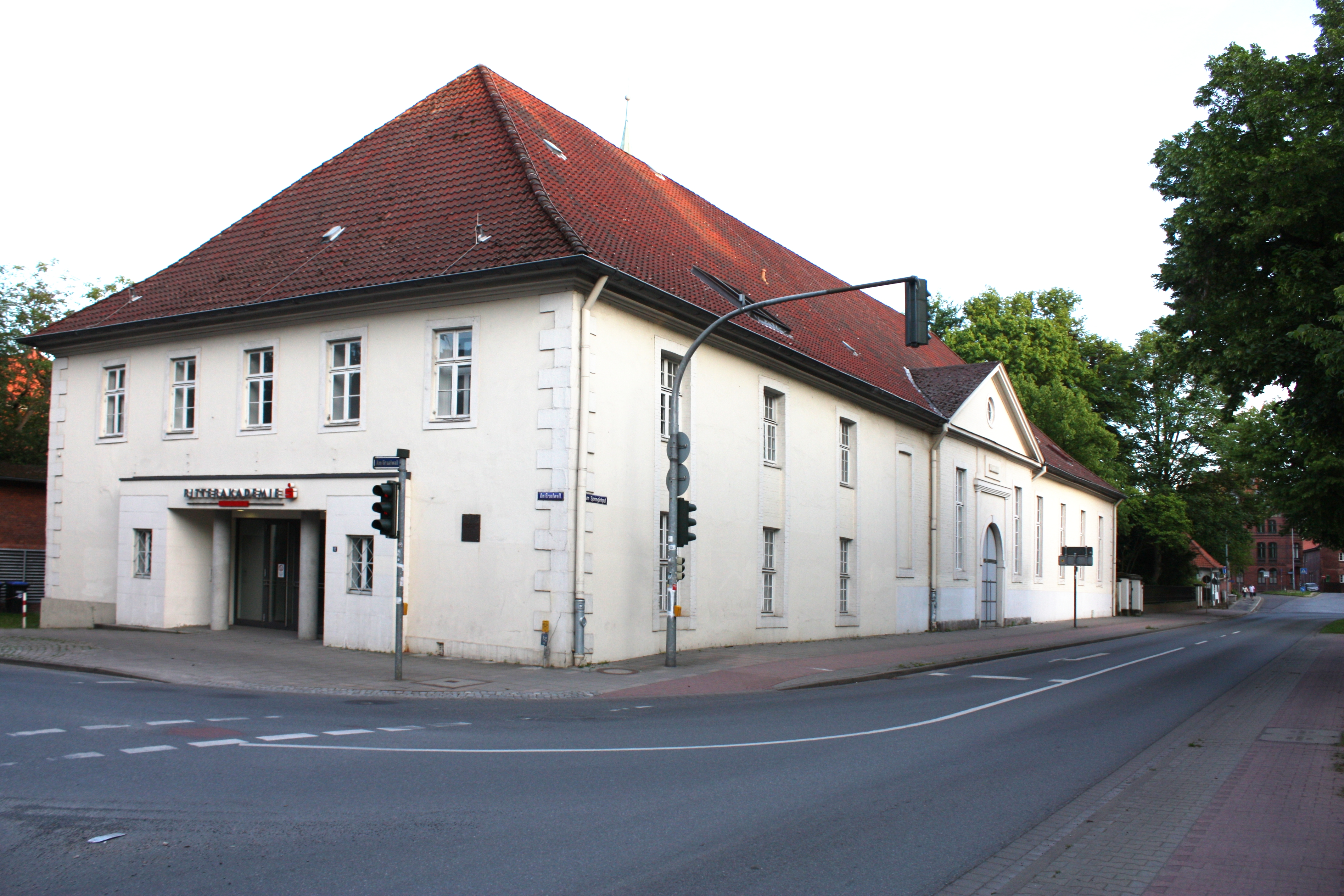
Ancien manège de l'académie de chevalerie

## Histoire
Le monastère bénédictin Saint-Michel, fondé avant 956, est à l'origine hors des murs de la ville, au pied du Kalkberg (de). Après la démolition du château souverain lors de la guerre de Succession de Lunebourg, il est transféré à la ville en 1371. Au cours de la Réforme, les ducs de Celle s'efforcent d'abolir la convention monastique et de confisquer les biens du monastère. Cependant, en raison de la résistance du monastère et de la ville de Lunebourg, cela échoue et le couvent reste, maintenant en tant que monastère masculin protestant. En 1655, les ducs tentent ensuite d'abolir le monastère. Malgré une résistance massive de la convention et des chevalerie de Lunebourg, le duc Christian-Louis réussit finalement à s'affirmer et à s'entendre avec les moines et les chevaliers. Les anciens résidents du monastère sont payés et les actifs du monastère doivent être utilisés pour créer et gérer une école pour la noblesse de Lunebourg.
La fondation officielle de l'école a lieu le 7 janvier 1656, mais les premiers cours ne commencent que quelques mois plus tard. L'école est dirigée par le Landhofmeister, puis, à partir de 1673, par le directeur du paysage, qui est élu par la noblesse chevaleresque et, en tant que représentant des prélats, dirige également le paysage de l'ancienne principauté de Lunebourg (de). En moyenne, 10 à 15 élèves de 12 à 14 ans s'inscrivent chaque année et restent à l'école jusqu'à quatre ans. Au total, 1138 étudiants étudient à l'Académie de chevalerie, dont plus de 40 % venaient de la principauté de Lunebourg et seulement 19 élèves de l'étranger. Certaines familles de la noblesse de Lunebourg sont toujours représentées dans les listes d'élèves. Ainsi, 59 académiciens sont issus de la famille von Bülow, 33 des familles von Grote (de) et von der Knesebeck (de) et plus de 20 des familles von Plato (de), von dem Bussche et von Harling (de). Au XIXe siècle, les élèves bourgeois sont également admis. L'enseignement comprend l'allemand, le latin, le droit, la théologie, l'histoire, les mathématiques, la construction de forteresses, les sciences naturelles et l'instruction civique, ainsi que l'équitation, l'escrime et la danse, appelées exercices. Les élèves sont tenus de porter des uniformes scolaires dont l'apparence est définie avec précision dans le règlement sur les uniformes.
Durant les années révolutionnaires vers 1848, l'académie de chevalerie est exposée à de vives critiques de la part du public libéral en raison de son caractère élitiste. En 1850, l'école est définitivement fermée. Sur les actifs restants de l'académie, la chevalerie de la principauté reçoit 100 000 Reichstaler en compensation, le reste est allé au fonds général  des abbayes de Hanovre (de). Des bâtiments de l'académie de, il reste la maison abbatiale, aujourd'hui bureau d'arrondissement, et le manège construit en 1790. Aujourd'hui, il est utilisé comme centre d'événements de l'Académie des chevalerie. La collection de matériel pédagogique de l'académie constitue ensuite la base du musée de la principauté de Lunebourg (de), fondé en 1891.

## Professeur
- Michael Conrad Curtius (de) (1724-1802), philologue et historien

## Étudiants notables
- August Otto von Grote (de) (1747–1830), ministre et diplomate prussien
- Cay Werner von Ahlefeldt (de) (1770–1829), huissier danois, prélat de la chevalerie du Schleswig-Holstein
- Ernest de Hesse-Philippsthal-Barchfeld (1789-1850), général de cavalerie russe
- William Adolph von Hassell (de) (1796–1865), connaisseur de chevaux hanovrien
- Gustav von Blome (de) (1829-1906), diplomate au service autrichien et homme politique
- Ludwig Kohli (de) (1769–1838), secrétaire des archives à Oldenbourg et chef des archives provinciales
- Adolph Friedrich von der Schulenburg (de), lieutenant général de l'armée prussienne et confident du roi Frédéric-Guillaume Ier de Prusse
- Ernst Friedrich Herbert zu Münster, ministre et commandant militaire suprême de Hanovre